# 용산서원 학규현판
용산서원 학규현판(龍山書院 學規懸板)은 대한민국 강원특별자치도 동해시 쇄운동, 용산서원에 있는 현판이다. 1982년 11월 3일 강원특별자치도의 유형문화재 제78호로 지정되었다.

## 개요
조선 숙종 31년(1705) 이세필이 삼척부사로 있으면서 삼척의 학문을 일으키기 위해 용산서원을 창건하고 학규 21조를 제정하여 이것을 손수 써서 판각한 것으로, 오늘날의 교칙에 해당하는 것이다. 이 학규현판은 피나무판으로 가로 156㎝, 세로 48㎝의 크기이다.
용산서원은 그후 고종 5년(1865) 대원군의 서원철폐령으로 인해 문을 닫았다가 1966년 이곳의 사림들이 유서가 깊은 서원이라고 생각하여 지금의 건물로 새로 지어놓았다.
이 현판의 글씨는 글자 모양이 가장 반듯한 해자(楷字)로 썼고 이것을 음각하여 교생들이 지키도록 문에 걸어 놓았으며, 표제를 '학규(學規)'라 하였다.
이것은 관학인 향교의 일정한 규범과는 다른 사학인 서원의 성격이 잘 나타나 있어 서원 연구의 중요한 자료로 평가된다.

## 참고 문헌
- 용산서원 학규현판 - 국가유산청 국가유산포털